# Национальный орден Льва (Сенегал)
Национальный орден Льва Сенегала (фр. Ordre national du Lion du Sénégal) — высшая государственная награда Сенегала.

## История

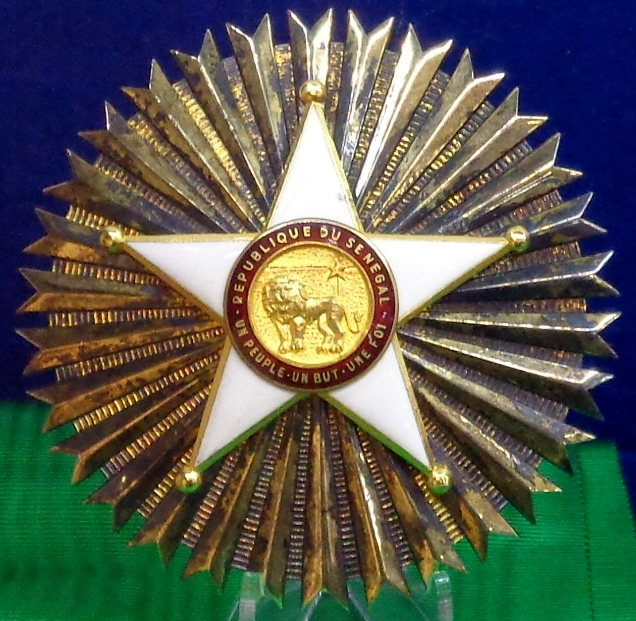
Звезда ордена

Орден был учреждён 22 октября 1960 года в ознаменование независимости Сенегала.
Орден вручается гражданам Сенегала за заслуги перед государством в мирное время. Орден также вручается гражданским и военным служащим при выслуге 15 лет или другим гражданам при выслуге 20 лет в профессиональной деятельности.
Президент Республики Сенегал по своему положению является гроссмейстером ордена.
Орденская цепь вручается главам иностранных государств, в соответствии с дипломатическим протоколом, в знак дружбы между странами.

## Степени
Орден имеет 6 степеней:
- Орденская цепь
- Большой крест — знак ордена на чрезплечной ленте и звезда на левой стороне груди
- Гранд-офицер — знак ордена на шейной ленте и звезда на левой стороне груди
- Командор — знак ордена на шейной ленте
- Офицер — знак ордена на нагрудной ленте с розеткой
- Кавалер — знак ордена на нагрудной ленте

| Орденские планки | Орденские планки | Орденские планки | Орденские планки | Орденские планки        | Орденские планки |
| ---------------- | ---------------- | ---------------- | ---------------- | ----------------------- | ---------------- |
| Кавалер          | Офицер           | Командор         | Гранд-офицер     | Кавалер Большого креста | Орденская цепь   |

## Описание
Знак ордена представляет собой золотую пятиконечную звезду белой эмали с шариками на концах. Между лучей звезды золотые штралы. В центре знака круглый золотой медальон с каймой красной эмали. В центре медальона изображение без эмалей из щита государственного герба Сенегала в период 1960-1965 годов: «Стоящий лев, над ним пятиконечная звезда, от которой исходит сияние в виде креста». На кайме золотыми буквами две надписи, разделённые точками: вверху «REPUBLIQUE DU SENEGAL» (Республика Сенегал), внизу «• UN PEUPLE • UN BUT • UNE FOI •» (Один Народ, Одна Цель, Одна Вера).
Реверс знака матированный, в центре в лавровом венке изображение развивающегося флага Сенегала в цветных эмалях.
Знак при помощи переходного звена в виде двух перекрещенных лавровых веточек крепится к орденской ленте.
Звезда ордена многолучевая, серебряная, практически круглая. В центре наложен знак ордена без штралов между лучами звезды.
Лента ордена зелёного цвета.